# Damalis fascia
Damalis fascia là một loài ruồi trong họ Asilidae. Damalis fascia được Shi miêu tả năm 1995. Loài này phân bố ở vùng Cổ Bắc giới và châu Á.